# Parti communiste de la république socialiste fédérative soviétique de Russie
Le Parti communiste de la république socialiste fédérative soviétique de Russie (en russe : Коммунистическая партия Российской Советской Федеративной Социалистической Республики, Kommunisticheskaya partiya Rossiyskoy Sovetskoy Federativnoy Sotsialisticheskoy Respubliki) était la branche de niveau républicain du Parti communiste de l'Union soviétique (PCUS) dans la république socialiste fédérative soviétique de Russie (RSFSR), devenue Parti communiste de la RSFSR en 1990, avec environ 58 % des adhérents du PCUS. Le parti était couramment appelé le Parti communiste russe : il rassemblait les opposants à Mikhaïl Gorbatchev et à la perestroïka. Ce parti n'a eu qu'un an d'existence, car il a été interdit à la suite de la tentative de putsch de l'été 1991.

Logo du PCUS

## Contexte
Pendant de nombreuses années, la république socialiste fédérative soviétique de Russie (RSFSR) fut la seule république soviétique sans son propre parti communiste de niveau républicain. En effet, en 1947, le NKVD a mené une enquête dans l'« affaire de Léningrad » à l'encontre de fonctionnaires du parti accusés de vouloir fonder un parti communiste républicain dans la RSFSR,.
En 1989, une partie du Parti communiste de l'Union soviétique, opposée à la direction de Mikhaïl Gorbatchev, a lancé une campagne pour un parti communiste autonome russe au niveau républicain. En juin 1989, un article fut publié dans la Nach sovremennik par Galina Litinova, affirmant que la nation russe avait régressé pendant la domination soviétique et qu'il était nécessaire de former un Comité central pour le Parti communiste de la RSFSR.

## Préparatifs
Le Parti communiste de la RSFSR a émergé à partir d'une alliance entre des apparatchiks de Leningrad et des tendances russes national-patriotes. Le Front uni des travailleurs fut l'un des principaux bailleurs de fonds de la nouvelle organisation du parti.
Gorbatchev était en butte à des difficultés en essayant de bloquer la formation d'un parti russe. De nombreux membres russes du Parti communiste, qui n'étaient pas forcément des adeptes des opposants les plus fermes à Gorbatchev, étaient en faveur de la formation d'une branche russe du parti. À l'initiative de Gorbatchev, un Bureau de la RSFSR du Parti communiste fut fondé vers la fin de 1989, dans une tentative de blocage de la formation d'un Parti communiste russe autonome. Cependant, cette action ne mit pas fin à la demande d'un Parti communiste de la RSFSR et le Bureau de la RSFSR nouvellement formé lança un appel pour la formation du Parti communiste de la RSFRS. Ce processus fut humiliant pour Gorbatchev, dans la mesure où il confirma que le dirigeant ne contrôlait pas totalement l'appareil du parti.
Avant la fondation de la nouvelle organisation du parti, un débat surgit au sujet du nom de la nouvelle entité. Les communistes tchétchéno-ingouches soutenaient que le nom devait inclure "RSFSR" plutôt que simplement "russe". Par ailleurs, la décision avait été adoptée que le congrès serait divisé en deux sessions, avant et après le 28e congrès du Parti communiste de l'Union soviétique.

## Première session du Congrès
La première session du congrès fondateur du Parti communiste de la RSFSR s'ouvrit à Moscou le 19 juin 1990,. 2768 délégués assistèrent au congrès. Il y avait trois principaux prétendants au poste de premier secrétaire, Valentine Kouptsov, Ivan Polozkov et Oleg Lobov (second secrétaire du Parti communiste d'Arménie). Kouptsov, le candidat soutenu par Gorbatchev et la direction pansoviétique du parti, subit une lourde défaite. Il a reçu seulement 343 votes en sa faveur, tandis que 2278 délégués votèrent contre lui. Polozkov obtint 1017 voix pour et 1604 contre lui, tandis que Lobov eut 848 voix positives et 1773 votes négatifs. Un "run-off" fut organisée entre Polozkov et Lobov. Polozkov fut élu avec 1396 voix, contre 1066 pour Lobov. La première session du congrès fondateur se conclut le 23 juin 1990.
Poloskov était un chef de file de la faction extrémiste, originaire de la région de Krasnodar. Après avoir été élu, Polozkov essaya de se distancer des éléments les plus durs (représentés par Nina Andreïeva) et rechercha la conciliation entre Gorbatchev, Boris Eltsine et le Parti communiste de la RSFSR.

## Seconde session du Congrès
Le congrès fondateur du Parti communiste de la RSFSR fut convoqué à sa seconde session du 4 au 6 septembre 1990. Cette seconde session élit 272 membres du Comité central et 96 membres de la Commission de contrôle centrale pour le parti,. À ce moment-là, la lutte politique s'était aiguisée ; Polozkov appela les communistes de la RSFSR à s'opposer à la restauration du capitalisme par le gouvernement d'Eltsine. Le Parti communiste de la RSFSR avait alors environ 40 % des sièges dans le Soviet suprême de la RSFSR nouvellement formé.

## Rôle politique
La nouvelle organisation du parti fut divisée entre les secteurs réformiste, partisan de la ligne dure et nationaliste. Polozkov joua un rôle important pour définir le rôle du parti en tant que force de l'opposition à la perestroïka,. Cependant, sa façon de diriger était passive et il fut attaqué de toutes parts au sein du parti. Les députés du Soviet suprême de la RSFSR l'attaquèrent pour ne pas avoir attaqué Gorbatchev, tandis que les communistes de Kaliningrad le critiquèrent pour son opposition à Eltsine.
Le lancement du Parti communiste de la RSFSR a causé des problèmes d'organisation au Parti communiste de l'Union soviétique étant donné que la cotisation des membres de la RSFSR étaient désormais censés passer par l'organisation du parti républicain. Certaines organisations de plus bas niveau continuèrent cependant de payer leur cotisation directement au parti pansoviétique, essentiellement comme des actes de défiance contre les partisans de la ligne dure dans le contrôle du Parti communiste de la RSFSR Le parti devint membre du Conseil de coordination des forces patriotes, qui fit campagne pour une Union soviétique unifiée lors du référendum de mars 1991.

## Retrait de Polozkov
Le 6 août 1991, Polozkov a été démis de son poste de chef du Parti communiste de la RSFSR après avoir dit que Gorbatchev était un traître trois jours plus tôt. Kouptsov fut nommé comme nouveau premier secrétaire du parti.

## Interdiction
À l'automne 1991, Eltsine émit trois décrets présidentiels résultant en la dissolution du parti. Le 23 août 1991, il publia un décret intitulé "Sur la suspension des activités du Parti communiste de la RSFSR". Le 25 août 1991, Eltsine publia le Décret no 90 déclarant que les activités du parti étaient suspendues et que toutes les propriétés du Parti communiste de la RSFSR allaient devenir propriétés d'État de la RSFSR. Enfin, le 6 novembre 1991, il publia un décret interdisant le parti déjà défunt,.
Le 14 février 1993, le Parti communiste de la fédération de Russie fut formé lors d'un "deuxième congrès extraordinaire", se revendiquant comme le successeur du Parti communiste de la RSFSR. Le nouveau parti était dirigé par Guennadi Ziouganov, auparavant le principal idéologue du Parti communiste de la RSFSR et un membre du secrétariat du Parti communiste de la RSFSR.